# Strada statale 250 delle Terme Euganee
La ex strada statale 250 delle Terme Euganee (SS 250), ora strada comunale in tutti i comuni che attraversava, era una strada statale che collegava tra loro le zone termali intorno Padova.

## Percorso
La strada aveva inizio distaccandosi dalla ex strada statale 11 Padana Superiore nei pressi di Brentelle di Sopra, quartiere di Padova, vicino al confine col vicino comune di Rubano. Nel suo primo tratto il tracciato seguiva il corso del canale Brentella fino al raggiungimento del quartiere di Brentelle di Sotto.
Il percorso deviava quindi verso sud-ovest e, superando il fiume Bacchiglione, costeggiava Selvazzano Dentro e, descrivendo un arco, superava Abano Terme. Nel tratto finale passava a nord di Montegrotto Terme e proseguiva fino ad innestarsi sulla strada statale 16 Adriatica.
In seguito al decreto legislativo n. 112 del 1998, dal 1º ottobre 2001, la gestione è passata dall'ANAS alla Regione Veneto che ha provveduto al trasferimento al demanio della Provincia di Padova; a sua volta la Provincia di Padova ha deciso per il declassamento dell'intera strada a comunale e la conseguente consegna ai comuni di Padova, Selvazzano Dentro, Abano Terme e Montegrotto Terme.